# Хамидуллин, Салих Сунгатович
Салих Сунгатович Хамидуллин (1932—2004) — советский работник промышленности, слесарь, Герой Социалистического Труда (1960).

## Биография
Родился 12 августа 1932 года в селе Малое Мереткозино Камско-Устьинского района ТАССР.
Отец погиб в Великую Отечественную войну, Салих помогал в работе своей матери-колхознице, в 1944 году став членом сельхозартели.
После войны окончил восемь классов школы и ремесленное училище (ныне профессиональное училище № 137) города Казани, после чего с 1949 по 1988 годы работал ремонтником на моторостроительном объединении, стал бригадиром бригады слесарей Казанского моторостроительного производственного объединения (завод № 16).
Также занимался рационализаторством и общественной деятельностью, был депутатом Верховного Совета РСФСР VIII созыва (1971—1975), избирался делегатом XXIV съезда КПСС, депутатом городского совета и районного советов.
После выхода на пенсию Салих Сунгатович продолжал работать, являясь членом общественной организации «Герои Татарстана». В ГА РФ имеются документы, относящиеся к С. С. Хамидуллину.
Ушёл из жизни 9 октября 2004 года.

### Интересный факт
В Советском Союзе использовались мощные прессы производства Краматорского завода, в частности и на Казанском моторостроительном производственном объединении. Но у этих прессов был конструктивный недостаток, который приводил к частым поломкам. Салих Сунгатович нашел этот дефект и устранил его, на основании его рацпредложения все прессы завода были доработаны и стали действовать безотказно. В дальнейшем по методу Хамидуллина, с учетом конструкторов Краматорского завода, были доработаны прессы во всей стране.

## Награды
- 28 мая 1960 года за выдающиеся производственные успехи и проявленную инициативу в организации соревнования за звание бригад и ударников коммунистического труда, С. С. Хамидуллину было присвоено звание Героя Социалистического Труда с вручением ордена Ленина.[8]
- Награждён также орденами Трудового Красного Знамени, «Знак Почета», многими медалями, почетными грамотами Президиума Верховного Совета СССР, обкома КПСС и Совета Министров ТАССР.